# Merops
Merops là một chi chim trong họ Meropidae.

## Các loài
Hai mươi bảy loài trong chi này đã được ghi nhận:
| Ảnh | Tên thông dụng | Tên khoa học         | Phân bổ |
| --- | -------------- | -------------------- | --- |
|     |                | Merops albicollis    | southern Senegal to Uganda. |
|     |                | Merops americanus    | the Philippines |
|     |                | Merops apiaster      | southern Europe and in parts of north Africa and western Asia. |
|     |                | Merops boehmi        | Cộng hòa Dân chủ Congo, Malawi, Mozambique, Tanzania, và Zambia. |
|     |                | Merops breweri       | Angola, Cộng hòa Trung Phi, Cộng hòa Congo, Cộng hòa Dân chủ Congo, Bờ Biển Ngà, Gabon, Ghana, Nigeria, và Nam Sudan. |
|     |                | Merops bullockoides  | sub-equatorial Africa. |
|     |                | Merops bulocki       | Benin, Burkina Faso, Cameroon, Cộng hòa Trung Phi, Chad, Cộng hòa Dân chủ Congo, Bờ Biển Ngà, Ethiopia, Gambia, Ghana, Guinea, Guinea-Bissau, Mali, Mauritania, Niger, Nigeria, Senegal, Sierra Leone, Sudan, Togo, và Uganda.                                                       |
|     | [ 3 ]          | Merops cyanophrys    | Arabian Peninsula and the Levant |
|     | [              | Merops gularis       | từ Sierra Leone đến Đông Nam Nigeria |
|     |                | Merops hirundineus   | sub-Saharan Africa |
|     |                | Merops lafresnayii   | Eritrea; Ethiopia; South Sudan; Sudan |
|     |                | Merops leschenaulti  | India east to Southeast Asia. |
|     |                | Merops malimbicus    | Angola, Benin, Burkina Faso, Cộng hòa Congo, Cộng hòa Dân chủ Congo, Bờ Biển Ngà, Guinea Xích Đạo, Gabon, Ghana, Nigeria, và Togo. |
|     |                | Merops mentalis      | Cameroon, Bờ Biển Ngà, Guinea Xích Đạo, Ghana, Guinea, Liberia, Nigeria, và Sierra Leone. |
|     |                | Merops muelleri      | Cameroon, Cộng hòa Trung Phi, Cộng hòa Congo, Cộng hòa Dân chủ Congo, Gabon, Guinea Xích Đạo, và Kenya |
|     |                | Merops nubicoides    | KwaZulu-Natal and Namibia to Gabon, the eastern DRCongo and Kenya. |
|     |                | Merops nubicus       | Benin, Burkina Faso, Cameroon, the Cộng hòa Trung Phi, Chad, the Cộng hòa Dân chủ Congo, Côte d'Ivoire, Eritrea, Ethiopia, Gambia, Ghana, Guinea, Guinea-Bissau, Kenya, Liberia, Mali, Mauritania, Niger, Nigeria, Senegal, Sierra Leone, Somalia, Sudan, Tanzania, Togo and Uganda. |
|     |                | Merops oreobates     | Burundi, Cộng hòa Dân chủ Congo, Ethiopia, Kenya, Rwanda, South Sudan, Tanzania, và Uganda. |
|     | [ 3 ]          | Merops orientalis    | Asia from coastal southern Iran east through the Indian subcontinent to Vietnam |
|     |                | Merops ornatus       | Australia, New Guinea, và some of the southern islands of Indonesia. |
|     |                | Merops persicus      | Northern Africa, và the Middle East from eastern Turkey to Kazakhstan and India |
|     |                | Merops philippinus   | southeastern Asia. |
|     |                | Merops pusillus      | Sub-Saharan Africa |
|     |                | Merops revoilii      | Ethiopia, through Somalia to northern and eastern Kenya |
|     |                | Merops superciliosus | Angola; Botswana; Burundi; Comoros; Cộng hòa Dân chủ Congo; Djibouti; Eritrea; Ethiopia; Kenya; Madagascar; Malawi; Mayotte; Mozambique; Namibia; Rwanda; Somalia; South Sudan; Sudan; Tanzania; Uganda; Zambia; Zimbabwe                                                            |
|     |                | Merops variegatus    | Angola, Zambia, Tanzania, Uganda, Cộng hòa Dân chủ Congo, Nigeria và Cameroon |
|     |                | Merops viridis       | south-east Asia |
|     | [ 3 ]          | Merops viridissimus  | sub-Saharan Africa from Senegal and the Gambia to Ethiopia; the Nile Valley |

Loài trước đây
- Merops picatus, syn. Grallina cyanoleuca